# Episodi di Sirene
La prima stagione della serie televisiva Sirene, ideata e scritta da Ivan Cotroneo e Monica Rametta, è andata in onda in Italia su Rai 1 dal 26 ottobre al 30 novembre 2017 per un totale di 6 episodi della durata di circa 120 minuti ciascuno; la regia è di Davide Marengo.
| n° | Titolo     | Prima TV Italia  |
| -- | ---------- | ---------------- |
| 1  | Episodio 1 | 26 ottobre 2017  |
| 2  | Episodio 2 | 2 novembre 2017  |
| 3  | Episodio 3 | 9 novembre 2017  |
| 4  | Episodio 4 | 16 novembre 2017 |
| 5  | Episodio 5 | 23 novembre 2017 |
| 6  | Episodio 6 | 30 novembre 2017 |

## Episodio 1
- Diretto da: Davide Marengo
- Scritto da: Ivan Cotroneo & Monica Rametta

### Trama
Napoli. In un'insenatura del Golfo una famiglia di quattro persone emerge dalle acque e si copre con abiti lasciati da turisti sugli scogli; una di loro si volta e fa un ultimo tuffo perché non sa quando rivedrà l'amato mare: è Yara, e le altre donne con lei sono la madre Marica e le sorelle minori Irene e Daria. Tutte loro nascondono un segreto: sono infatti sirene, venute sulla Terra (in particolare a Napoli, la città delle Sirene per antonomasia) alla ricerca di Ares, l'ultimo tritone del Mediterraneo nonché fidanzato proprio di Yara, che è scomparso abbandonando lei e il mare. Le Sirene devono assolutamente ritrovarlo affinché i due possano sposarsi e garantire così un futuro alla specie, altrimenti condannata all'estinzione, ma per farlo saranno costrette a "mischiarsi" agli umani, di cui diffidano considerandoli nemici della loro specie, in quanto per anni le hanno cacciate ed esibite come "mostri". Giunte in città, Marica (che, pur disprezzando i terrestri, è attratta dal loro mondo, soprattutto dalla moda) procura per sé e per le figlie un intero guardaroba (se andassero in giro sempre con gli stessi vestiti darebbero nell'occhio, ed è fondamentale che nessuno sappia della loro esistenza) ammaliando il proprietario di un negozio, mentre la figlia maggiore tenta di percepire delle "vibrazioni" che possano indicarle dove trovare Ares. Dopo aver deciso di dividersi per aumentare le probabilità di successo della "ricerca" fino a questo momento vana, Yara, camminando e assorta nei ricordi delle promesse che il suo promesso sposo le aveva fatto, finisce in mezzo alla partita di pallavolo che degli studenti stanno giocando sotto la supervisione del loro allenatore Salvatore, un ragazzo affascinante e gentile che ha appena lasciato la fidanzata perché è alla ricerca del vero amore. La palla colpisce la sirena in pieno volto, lei cade e perde i sensi per qualche minuto; si risveglia attorniata dai ragazzi e da Salvatore che vogliono assicurarsi che stia bene e chiamare un'ambulanza, ma Yara, con un fluido movimento della mano, lo convince ad ospitare lei, la madre e le sorelle nel suo Bed & Breakfast. La quotidianità di Salvatore viene quindi sconvolta dalle quattro donne che gli piombano in casa e si fanno notare per le loro "strane" abitudini che lasciano perplesso il padrone di casa: non mangiano pesce, preferiscono dormire sul pavimento, sono affascinate dalla lampada che si può accendere e spegnere, quando sono sole girano senza vestiti, non sopportano di essere toccate dagli uomini (specialmente Yara) e, su tutte, ogni tot ore devono fare lunghi bagni in acqua salata. Yara decide di "sfruttare" la conoscenza del mondo umano di Salvatore per farsi aiutare nella ricerca di Ares e accetta di andarlo a sentire suonare nel locale jazz dove lui si esibisce insieme ai fratelli Carmine e Pasquale (entrambi sposati); i clienti si accorgono subito della bellezza della ragazza, Salvatore invece, essendo stato da lei stessa "incantato", vede solo il contorno sfocato del suo viso. Appena percepisce che deve immergersi nella vasca essendo trascorse dodici ore, Yara lascia il locale e prende un taxi in direzione del B&B; nel tragitto il suo sguardo si posa su un manifesto pubblicitario su cui campeggia la foto di Ares con un altro nome, Gegé de Simone, modello di intimo e campione di pallanuoto: capisce allora che il tritone si è rifatto una vita sulla terraferma e decide di scoprire dove si allena per affrontarlo. Nel frattempo, Irene aderisce ad una campagna di salvaguardia dell'ambiente e distribuendo volantini conosce Michele, che diventerà suo amico, poi per salvare la sorellina Daria che sta per essere investita utilizza il suo potere (estremamente raro) di "congelare" il tempo umano, ma prolungandolo si indebolisce e rischia di morire. Viene trasportata immediatamente al B&B e immersa nella vasca piena di acqua salata finché non riesce a far riapparire la coda. Daria stringe amicizia con Elena, una bambina che vive con i genitori nello stesso condominio, e, disobbedendo agli ordini della madre e delle sorelle, le racconta la loro vera identità e del motivo per cui sono venute sulla terra. Trascorsi cinque giorni, Yara, scoperto il centro sportivo dove Ares si allena, vi si reca e riesce a parlargli: lui le spiega di come sulla terra si senta più libero anche perché i maschi non devono obbedire per forza alle femmine e sono considerati pari a loro, chiedendole del tempo per riflettere; lei non vuole credere che lui possa stare meglio tra gli umani, tuttavia glielo concede. La sera successiva, Irene la accompagna ad un ricevimento organizzato da Francesca per annunciare il suo fidanzamento con Gegé; Yara lo affronta nuovamente e lui cerca di farle capire che non si amano più, ma lei non riesce ad accettarlo. Per via dei drink bevuti (vietati ai Marini per gli effetti che hanno), si sente male ed emette un urlo che fa rompere i bicchieri di vetro in mano ai presenti; mentre lei e la sorella scappano, Ares fa in modo che la memoria delle persone sia cancellata. A casa, si sfoga con Salvatore che le promette di insegnarle a migliorare il suo carattere per riconquistare Gegé. Marica (che "approfitta" del fascino esercitato su Carmine, fratello di Salvatore, per comandarlo) comincia a cercare informazioni sulle quattro persone da lei salvate durante un naufragio circa trent'anni prima, ma fuori dall'Acquario cittadino viene riconosciuta da una di loro, Stefania Maldini, Ricercatrice in Oceanografia, che ricorda esattamente che a salvarla fu una sirena.